# Josef Sprinzl
Josef Sprinzl (9. března 1839 Linec – 8. listopadu 1898 Praha) byl rakouský římskokatolický duchovní, teolog a vysokoškolský pedagog německé národnosti, působící dlouhodobě v Čechách; rektor Německé univerzity v Praze, kanovník kapituly Všech Svatých v Praze a poslanec Českého zemského sněmu.

## Biografie
Studoval teologii v Linci a ve Vídni. Roku 1861 byl vysvěcen na kněze a do roku 1864 studoval na vyšším bohosloveckém ústavu Frintaneum ve Vídni. Roku 1864 získal titul doktora teologie na Vídeňské univerzitě. Byl potom činný jako suplent morální teologie, od roku 1865 fundamentální teologie a speciální dogmatiky na lineckém bohosloveckém ústavu. Od roku 1867 zde vyučoval jako řádný profesor. Během svého působení v Linci vydával od roku 1865 do roku 1875 společně s Johannem Plakolmem sborník Theologisch-praktische Quartal-Schrift. Otevřeně odmítl tzv. májové zákony z roku 1868, kterými byl oslaben vliv katolické církve na vzdělávací systém. Od roku 1875 vyučoval jako řádný profesor dogmatiky na Univerzitě Salcburk. Zde v roce 1877/1878 zastával funkci děkana. Byl též biskupským radou v Linci. Od roku 1883 byl řádným profesorem dogmatiky na nově utvořené (respektive rozdělením původní česko-německé univerzity osamostatnělé) Německé univerzitě v Praze. V roce 1886 byl děkanem. Funkci děkana zastával i roku 1892 a 1895. V roce 1889/1890 zastával post rektora této vysoké školy. Od roku 1892 byl kanovníkem kapituly u Všech Svatých v Praze. V roce 1897 získal titul vládního rady. Byl členem předsednictva německého spolku pro městské záležitosti v Praze.
Z titulu funkce rektora se v 90. letech zapojil i do vysoké politiky. V letech 1889–1890 zasedal coby virilista na Českém zemském sněmu.
Zemřel v listopadu 1898.